# Wolfgang Balzer (Kunsthistoriker)
Gustav Johannes Wolfgang Balzer (* 3. Juni 1884 in Dresden; † 11. Mai 1968 in Radebeul) war ein deutscher Kunsthistoriker.

## Geschichte
Nach dem Besuch der Volksschule und des Dreikönigsgymnasiums in Dresden-Neustadt von 1890 bis 1903 studierte Wolfgang Balzer bis 1908 an den Universitäten Tübingen, Leipzig und München in den Bereichen Kunst- und Literaturwissenschaft, neuere Sprachen und Philosophie. Promoviert wurde er zum Dr. phil. aufgrund einer Dissertation zur Geschichte der französischen Kunstkritik (Gustav Planchet 1808–1854, Kritiker in der Revue des Deux Mondes) bei August Schmarsow in Leipzig.
1909 folgte ein längerer Studienaufenthalt in Paris, dem sich ein einjähriger Militärdienst im 13. Jäger-Bataillon in Dresden anschloss. Zwischen 1910 und 1914 war er als Kunstreferent ständiger Mitarbeiter an der Leipziger Volkszeitung, deren Feuilleton unter Dr. Gustav Morgenstern eine führende Stellung in der gesamten deutschen sozialistischen Presse einnahm. Wolfgang Balzer unternahm auch in diesen Jahren Studienreisen in Deutschland, Frankreich und der Schweiz. 1914 wurde er zum Heeresdienst eingezogen und stand bis 1918 im Feld.
Von 1919 bis 1923 war er literarischer Beirat an der Städtischen Bücherhalle Leipzig, gleichzeitig Feuilleton-Redakteur der SPD-Tageszeitung „Freie Presse“ in Leipzig und Mitarbeiter anderer Zeitungen. Daneben arbeitete er auch als Dozent und hielt Vorträge an den Volkshochschulen Dresden und Leipzig sowie für Arbeiter-Bildungsorganisationen. Ab 1. Oktober 1923 war Wolfgang Balzer Direktor des Kunstgewerbemuseums Dresden.
Nach dem Wahlerfolg Hitlers und der NSDAP wurde Balzer im März 1933 mehrere Tage in Schutzhaft genommen. Nach der Entlassung erfolgte jedoch zum 1. Dezember 1933 die Versetzung in den dauernden Ruhestand aufgrund des sogenannten Gesetzes zur „Wiederherstellung des Berufsbeamtentums“. Bis Kriegsbeginn 1939 unternahm er für private kunsthistorische Studien mehrere Reisen nach Zürich und Paris. Beim Angriff auf Dresden am 13./14. Februar 1945 wurde Balzer ausgebombt und verlor sein gesamtes wissenschaftliches Material und seine private Kunstsammlung.
Am 22. Mai 1945 wurde Wolfgang Balzer von der Sowjetischen Militäradministration in Deutschland als kommissarischer Direktor des Kunstgewerbemuseums und der Porzellansammlung eingesetzt. Ab dem 1. November 1945 bis zum 31. August 1946 wurde er zum Direktor des Kunstgewerbemuseums Dresden ernannt, die Porzellansammlung Dresden verwaltete er weiterhin kommissarisch. Mit der Einrichtung und Eröffnung des sogenannten „Zentralmuseums des Bundeslandes Sachsen“ im Schloss Pillnitz und der folgenden Entlassung der Direktorin Ragna Enking und ihres Personals im Juli 1946 wurde ihm die Leitung dieses Zentralmuseums übergeben.
Vom 1. September 1946 bis 31. Januar 1951 hatte er die Direktion der nun so genannten Staatlichen Kunstsammlungen in Dresden inne. Zu seinem Verantwortungsbereich gehörten die Gemäldegalerie in Pillnitz, die neueingerichtete Graphische Sammlung mit der Zentralen Kunstbücherei, die Skulpturensammlung (Abguss-Sammlung) im Albertinum, die Porzellansammlung und das Kunstgewerbemuseum. Ihm oblag ebenfalls die Einrichtung des Schlosses Moritzburg als Barockmuseum, die der historischen Räume der Albrechtsburg Meißen und des Schlosses Weesenstein sowie der Burg Stolpen. Im Sommer 1946 folgte er, als SED-Mitglied, der Berufung zum Stadtverordneten in Dresden.
Nach seiner Pensionierung wurde er am 25. April 1951 wegen Untreue im Amt und Verschaffung eines rechtswidrigen Vermögensvorteils im besonders schweren Fall im Zusammenhang mit der Grafiksammlung Friedrich August II. aus Moritzburg verhaftet. Am 10. Mai 1951 wurde er unter Aufhebung des Haftbefehls wieder entlassen. Die Jahre bis zu seinem Tod verbrachte er mit einer regen Sammel- und Vortragstätigkeit sowie Veröffentlichungen u. a. zu Ludwig Richter, Hans Theo Richter, der Dresdner Galerie, dem französischen Impressionismus und Honoré Daumier.
1961 stiftete er an das Stadtmuseum Bautzen 125 Gemälde von Dresdner Künstlern der Gegenwart und 10 Blätter von Käthe Kollwitz. In seinem Vermächtnis von 1966, welches 1968 nach seinem Tod vollstreckt wurde, gelangten rund 3000 graphische Blätter, 250 Zeichnungen, 110 illustrierte Bücher und 1100 Bände kunstwissenschaftlicher Natur sowie eine Geldstiftung zur Vermehrung der graphischen Bestände an das Kupferstich-Kabinett Dresden und nochmals Werke an das Stadtmuseum Bautzen.
Balzer lebte zuletzt im Stadtteil Niederlößnitz von Radebeul in einem früheren Weingutsgebäude in der Finsteren Gasse 2.

## Veröffentlichungen (Auswahl)
- Hans Theo Richter, mit Katalog der Lithographien aus den Jahren von 1948 bis 1956. Verlag der Kunst, Dresden 1955.
- zusammen mit Eva Schulze-Knabe: Fritz Schulze, Künstler und Kämpfer. Mit einer Einführung von Wolfgang Balzer und einem Lebensbild des Künstlers von Eva Schulze-Knabe. Sachsenverlag, Dresden 1950.
- Der französische Impressionismus. Die Hauptmeister in der Malerei. 1. Auflage, Verlag der Kunst, Dresden 1958.
- Der junge Daumier und seine Kampfgefährten. Politische Karikatur in Frankreich 1830 bis 1835. Verlag der Kunst, Dresden 1965.
- Zu den Bildern von Josef Hegenbarth. In: Zeitschrift für Kunst. 2. Jahrgang 1948, Heft 2. Seemann, Leipzig 1948.
- Dresdner Galerie. 120 Meisterwerke des 15. bis 18. Jahrhunderts. 3. ergänzte Aufl. (Mit 120 z. T. farb. Abb. nach Aufnahmen von Heinrich Loew auf Tfln.) E.A. Seemann, Leipzig 1959.
- als Herausgeber: Ludwig Richter. Frühe Zeichnungen. 1823 bis 1826. Verlag der Kunst, Dresden 1954.